# Żywot Łazika z Tormesu

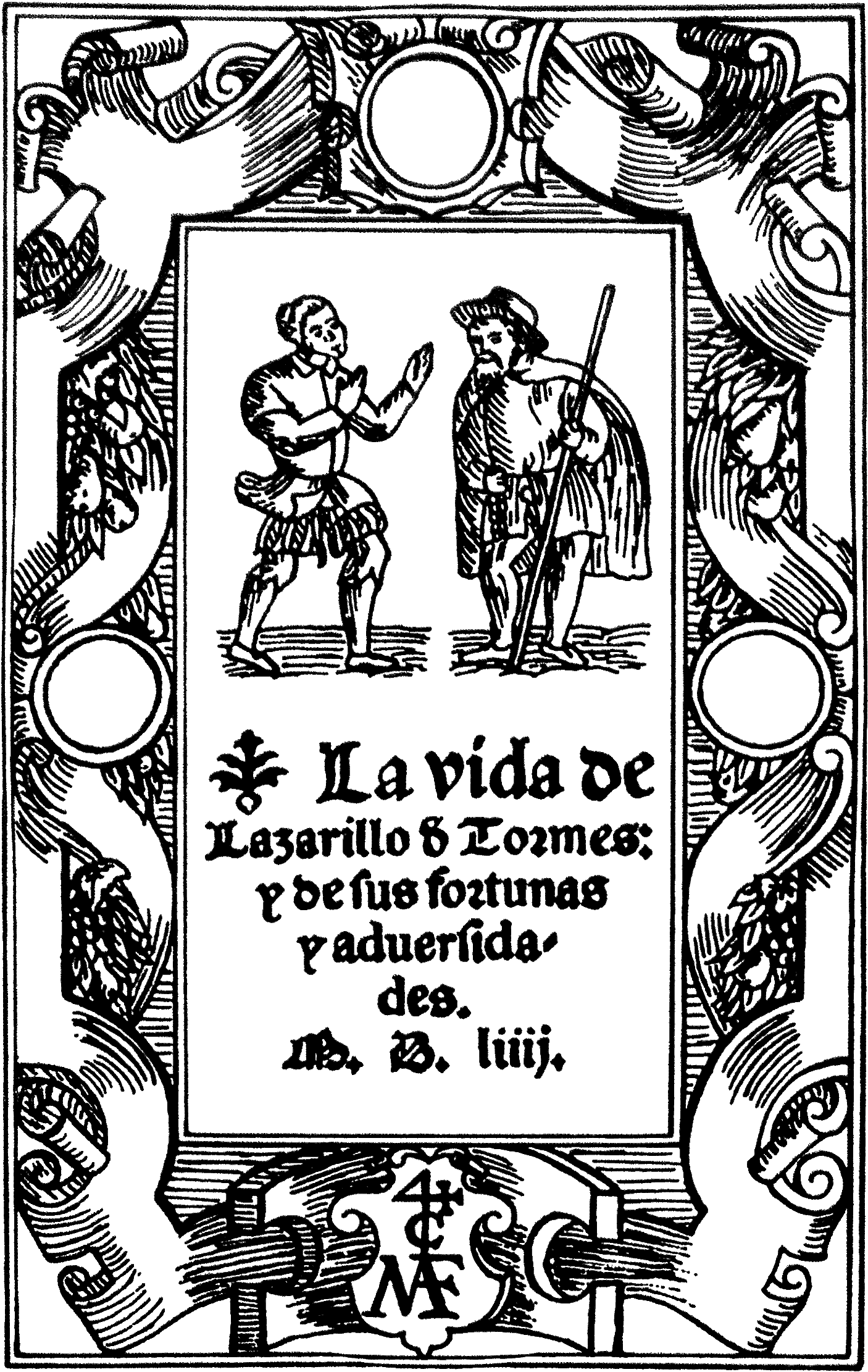
Strona z pierwszego wydania utworu

Żywot Łazika z Tormesu (hiszp. Vida de Lazarillo de Tormes y de sus fortunas y adversidades – „Żywot Łazarza z Tormes, oraz o jego dolach i niedolach”) – anonimowe opowiadanie hiszpańskie, opublikowane w 1554 roku. „Żywot” zapoczątkował gatunek powieści łotrzykowskiej, cieszący się popularnością w XVII wieku. Polski tytuł utworu został utworzony przez Maurycego Manna (1880–1932) z połączenia imienia głównego bohatera (Łazarz) i jego sposobu życia (łazik).
Utwór odwołuje się do typu postaci nazywanego po hiszpańsku picaro – młody chłopiec lub dziewczyna, unikający nędzy i wysiłku poprzez chwytanie się najrozmaitszych sposobów i pozostający w opozycji do społecznej obyczajowości. Opowiada historię chłopca z okolic rzeki Tormes, który nie ma opieki ze strony rodziców i musi sam szukać źródła utrzymania, chroniącego przed głodem. Pracuje m.in. jako przewodnik złośliwego ślepca czy giermek biednego szlachcica. Z energią i sprytem bohater dąży do znalezienia swojego miejsca w brutalnym świecie i uniknięcia nędzy przy możliwie małym nakładzie pracy. Przygody Łazarza opisane są z dużą ilością ironii i optymizmu. 
Opowiadanie stało się poczytne, w 1554 roku było wydawane trzykrotnie. Utwór został przełożony na inne języki, m.in. na francuski (1560), angielski (1568) i flamandzki (1579). Pojawiły się też naśladownictwa. 
W 1559 opowiadanie zostało wpisane na indeks ksiąg zakazanych, natomiast w 1573 ukazało się złagodzone i możliwe do zaakceptowania przez Inkwizycję wydanie utworu pt. Lazarillo Castigado.

## Kwestia autorstwa
Żywot Łazika z Tormesu jest dziełem anonimowym, ponieważ żadne z czterech wydań z roku 1554 nie ma nazwiska autora na stronie tytułowej. Dzieło to przypisywano różnym osobom, ale ostatecznie żadna propozycja autorstwa nie wydaje się być pewna. Przez lata krytycy próbowali formułować hipotezy na temat autora i jego charakteru.
Autor hiszpańskiej powieści prawdopodobnie nie chciał ujawniać swojego nazwiska, ponieważ jego dzieło zawierało antyklerykalne treści i reformatorskie idee, które mogłyby wpędzić go w kłopoty. Na podstawie badań krytyków zakłada się, że autor był osobą wykształconą oraz bardzo krytyczną wobec Kościoła i szlachty. Jest bardzo prawdopodobne, że był związany z dworem w Toledo.
Pierwszym zakładanym autorem książki Żywot Łazika z Tormesu był zakonnik Juan de Ortega. Był on hieronimickim mnichem i biskupem w XVI wieku. Został zaproponowany w 1605 roku przez swojego przyjaciela José de Sigüenza. Antonio García Jiménez w swojej książce En busca del Lazarillo wskazuje na pewne wskazówki mogące popierać tę tezę. Na przykład w 1552 r. Juan de Ortega udał się do Toledo, ponieważ musiał odwiedzić i wyspowiadać mniszki z klasztoru Hieronimitów w San Pablo. Aby udać się z Alby do Toledo, musiał przejechać przez Almorox, Escalonę, Maquedę i Torrijos. Trasa ta jest częściowo odzwierciedlona w powieści. Ponadto Antonio García Jiménez twierdzi, że zachowane listy Juana de Ortegi czasami odzwierciedlają humorystyczny styl powieści.
Inną osobą długo uważaną za autora jest Diego Hurtado de Mendoza y Pacheco, który urodził się około 1500 roku w Alhambrze. Diego znał między innymi łacinę, arabski i grecki. Był delegatem cesarza Karola V na Soborze Trydenckim. Diego był przyjacielem Jerónimo Graciána i świętej Teresy od dzieciątka Jezus. Otrzymał pochwałę literacką od Lope de Vegi. Cieszył się on doskonałą reputacją jako autor tekstów satyrycznych, dlatego też zawsze był uważany za jednego z najbardziej prawdopodobnych kandydatów na autora Łazika z Tormesu, do tego stopnia, że możemy znaleźć wydania dzieła z jego nazwiskiem na stronie tytułowej. W 2010 roku Mercedes Agulló opublikowała książkę A vueltas con el autor del Lazarillo, w której dowodzi, że autorem Łazika z Tormesu jest właśnie Diego Hurtado de Mendoza.
Dużą popularność zyskała też hipoteza profesor Rosy Navarro Durán z Uniwersytetu w Barcelonie, według której autorem powieści jest Alfonso de Valdés. Profesor Rosa Navarro Durán poświęciła lata na szczegółowe badanie sprawy autorstwa Łazika z Tormesu. Od 2002 r. jej najważniejsze publikacje były związane z tą hipotezą. W książce zatytułowanej Alfonso de Valdés, autor del Lazarillo de Tormes wyjaśnia szczegółowo swoje badania i obserwacje. Alfonso de Valdés był sekretarzem listów łacińskich cesarza Karola V. Urodził się w Cuenca pod koniec XV wieku i był uczonym człowiekiem o żydowskich korzeniach. Napisał dwa dialogi, w których broni polityki cesarza Karola V i podkreśla potrzebę zreformowania członków Kościoła, ponieważ nie praktykowali oni miłości i zapomnieli żyć jak prawdziwi chrześcijanie. Rosa Navarro Durán wskazuje, że Alfonso de Valdés w swoich dziełach skupiał się głównie na ludziach związanych z Kościołem lub dworem. Profesor Durán zauważa, że istnieje wiele podobieństw między Łazikiem z Tormesu a dwoma dialogami Alfonso de Valdés. Zarówno w Łaziku z Tormesu, jak i w pierwszej części Diálogo de Mercurio y Carón (1528-1529) krytyka osób duchownych jest bardzo wyraźna.